# Savanna (Oklahoma)
Savanna – miasto w Stanach Zjednoczonych, w stanie Oklahoma, w hrabstwie Pittsburg.